# فائتون (اپرا)
فائِتون (LWV 61) اپرایی است اثر ژان باپتیستا لولی؛ که در ژانر تراژدی موزیک نوشته شده، و متشکل از یک دیباچه و ۵ پرده است. فیلیپ کینول لیبرتوی این اپرا را به زبان فرانسوی و بر اساس داستان دگردیسی‌ها، اثر اووید، نوشته‌است. داستان این اپرا را می‌توان تمثیلی دانست از مجازاتی که در انتظار انسان‌های میرایی است که جرات پیدا کرده‌اند خود را تا مقام خورشید بالا ببرند (پادشاه خورشید از القاب لوئی چهاردهم است).

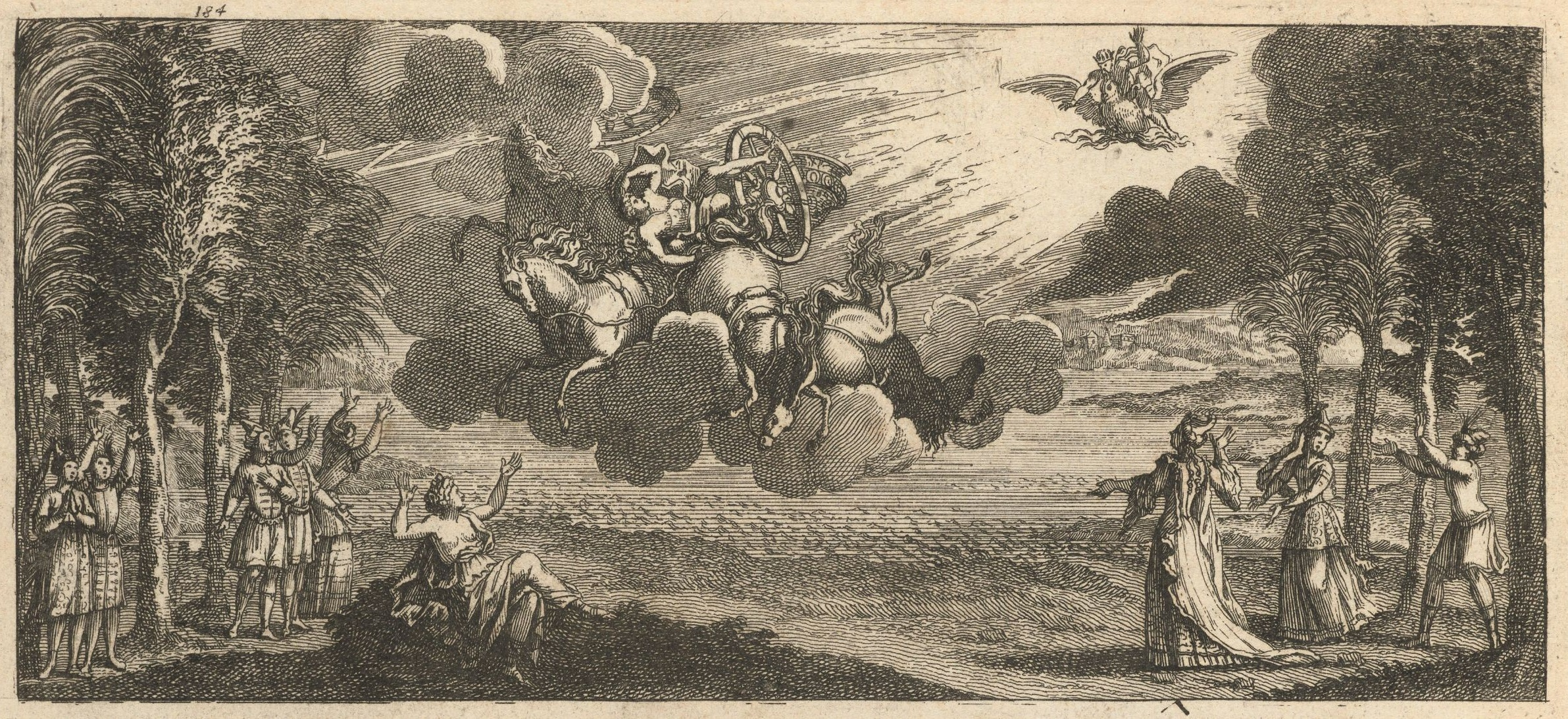
این نقاشی که در سال ۱۷۰۹ کشیده شده صحنه‌ای از اپرای فائتون را تصویر می‌کند

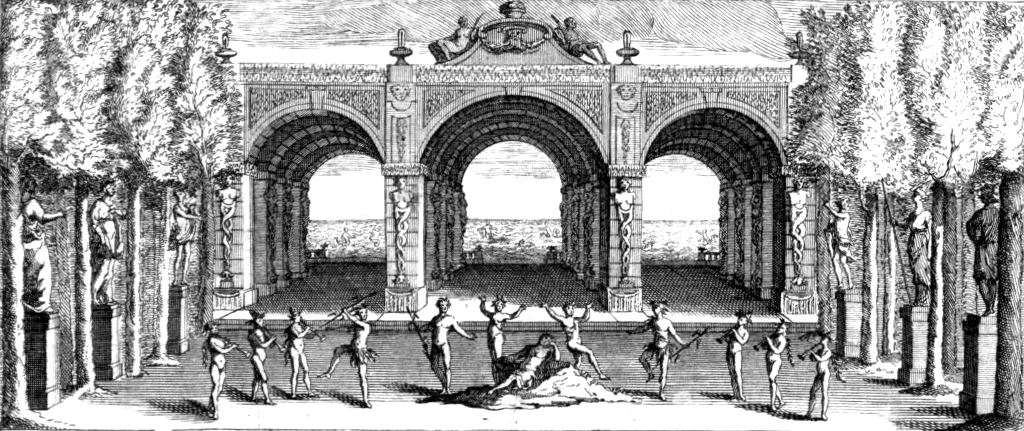

مارک مینکووسکی (Mark Minkowski) رهبر برجسته فرانسوی، بیشتر در سبک باروک و موسیقی نئوکلاسیک فرانسوی فعالیت دارد. او تولد یافته در ۱۹۶۲ پاریس است و پیش زمینه خانوادگی او چهره‌های است از دانشمند، موسیقیدان و ادیب… مارک حرفه موسیقی خود را به عنوان نوازنده «باسون» (فاگوت) آغاز کرد، هم در ارکسترهای مدرن و هم در گروه‌هایی مانند «هنرهای فلورانس»، «رنه کلنسی» در وین، «لا چپل رویال». تحصیل موسیقی او زیر نظر چارلز براک (Charles Bruc) در دانشگاه موسیقی رهبری پیره مونتئوکس در هانکوک، ماینه و آمریکا بوده‌است. او سابقه رهبری بسیاری از کنسرتهای مشهور در کشور فرانسه را در کارنامه خود دارد.

## خلاصه داستان
فائتون، پسر مغرور و بی پروای خورشید و فرشتهٔ زیبای اقیانوس کلیمنه (Clymene)، برای دستیابی به لیبیا (Libya) دختر پادشاه مصر، با جاه‌طلبی معشوقهٔ خود یعنی تئونا را رها می‌کند. در روز عروسی، اپافوس، عاشق خشمگین لیبیا، که خود پسر ژوپیتر نیز هست، در ادعای فائتون برای داشتن اصل و نسب الهی تردید وارد می‌کند. فائتون که می‌خواهد خود را ثابت کند، پدرش را متقاعد می‌کند که به او اجازه دهد یک روز ارابه خورشید را براند. در طول پرواز، او کنترل اسب‌ها را از دست می‌دهد و زمین را با ویرانی با آتش به خطر می‌اندازد. اپافوس به پدرش التماس می‌کند تا به خطر پایان دهد و ژوپیتر با صاعقه‌ای، ارابه را پایین می‌کشد. فائتون می‌میرد.